# Haus Arendts
Das Haus Arendts steht in der Moritzburger Straße 42 im Stadtteil Niederlößnitz der sächsischen Stadt Radebeul, direkt unterhalb der ehemaligen Sektkellerei Bussard. Als Haus Ahrend stand das Gebäude bereits zu DDR-Zeiten unter Denkmalschutz, als Haus Ahrends wurde es in der letzten Radebeuler Denkmalliste geführt, als Haus Arends in der Denkmaltopografie.

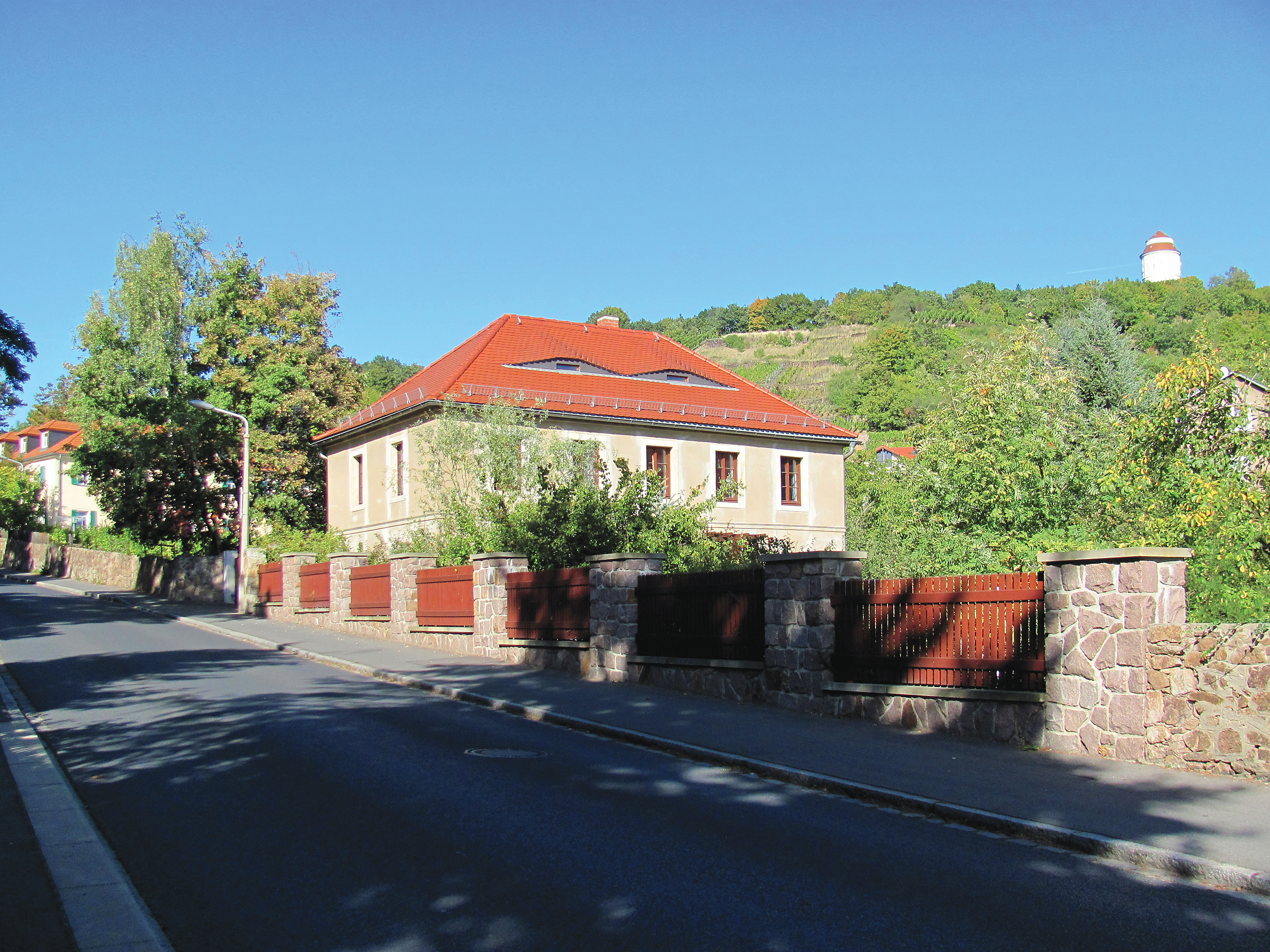
Haus Arendts vor der ehemaligen Sektkellerei Bussard, rechts oben der Radebeuler Wasserturm

Moritzburger Straße Richtung Norden, auf Höhe der Sektkellerei Bussard (rechts, Foto von 1889). Rechts Haus Arendts; links Nr. 41, ganz links dahinter das Herrenhaus Altfriedstein

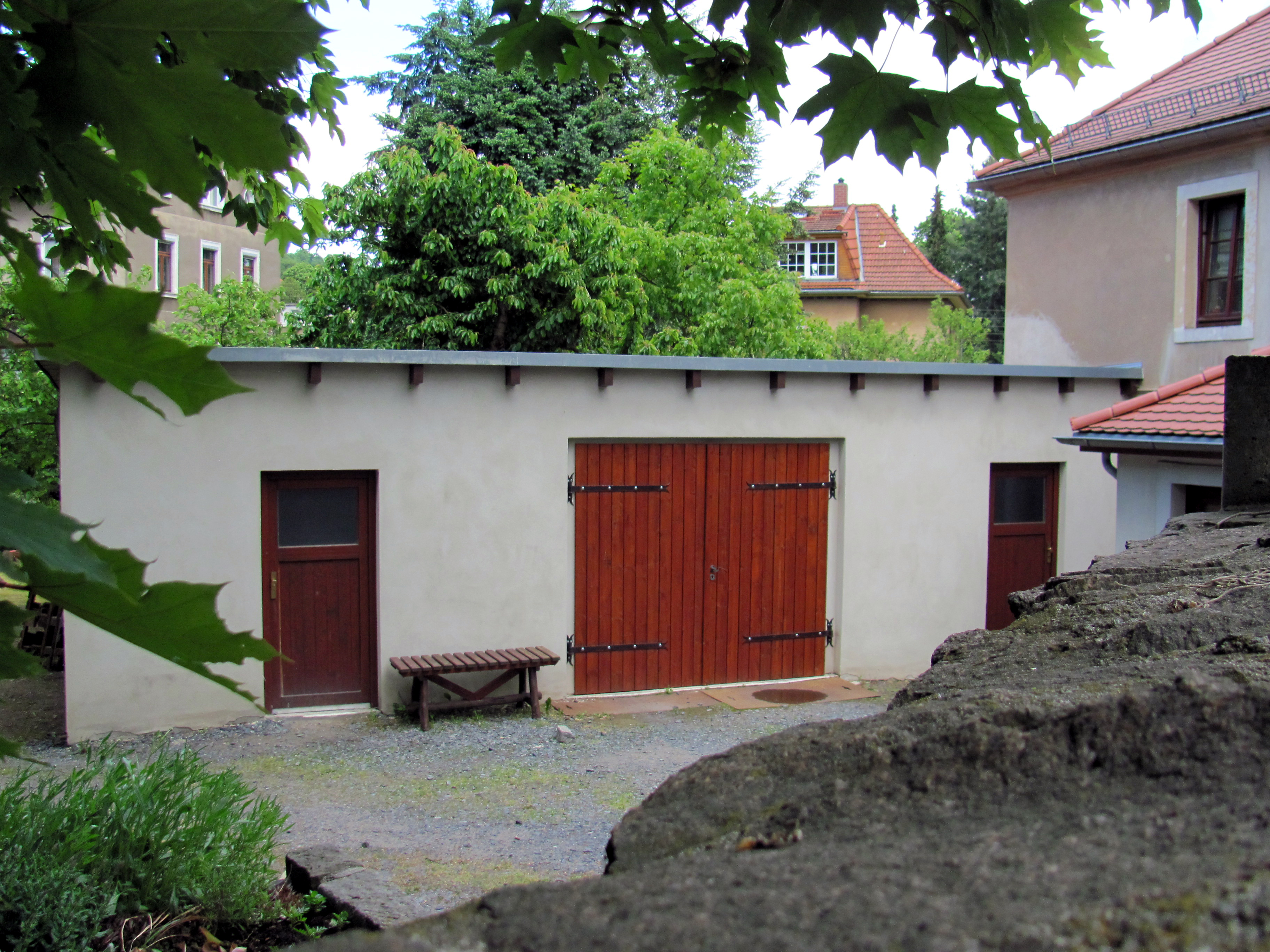
Nebengebäude von Haus Arendts

## Beschreibung
Das mitsamt Einfriedung und Nebengebäude unter Denkmalschutz stehende Landhaus ist ein schlichter Putzbau mit Geschossgesims und Walmdach. In der Straßenansicht hat es zwei Fensterachsen, in der Hauptansicht nach Süden hin ist das Wohnhaus fünfachsig. Dort im Erdgeschoss sitzt mittig eine Tür mit einem laubenartigen, erneuerten Holzvorbau. Die Fenster werden durch Sandsteingewände eingefasst, ehemals umrahmt von Klappläden und Weinspalieren. In dem ziegelgedeckten Dach befinden sich Fledermausgauben.
Die Einfriedung ist ein Holzzaun zwischen Sandsteinpfeilern, die Toranlage zwischen geputzten Mauern zeigt Sandsteinpfeiler mit Abdeckplatten.

## Geschichte
Im Februar 1860 schrieb der Gemeindevorstand von Niederlößnitz an das Königliche Gerichtsamt Dresden, dass der Auszügler und Korbmacher Johann Gottlieb Rasch ein Wohnhaus mit Nebengebäude zu errichten wünsche. Die Genehmigung dazu erging im März 1861.
Im Jahr 1888 erwarb der Kunst- und Landschaftsgärtner Carl Arendts, der Namensgeber des Hauses, das Haus nebst zugehörigem Weinberg. Zwischen 1889 und 1892 ließ er sich Gewächshausanbauten an das Nebengebäude anbauen. Der königliche Hofgärtner übernahm nach dem Ausbruch der Reblauskatastrophe in der Lößnitz die Aufgaben eines Reblausinspektors. Im Jahr 1908 zum Vorsitzenden des Obst- und Weinbauvereins der Lößnitzorte gewählt, regte er später die Gründung eines Rebschulvereins an.